# Site of Special Scientific Interest
Un Site of Special Scientific Interest (Indret d'Especial Interès Científic) o SSSI, per les seves sigles en anglès, és una designació de conservació que indica una àrea protegida al Regne Unit. Els SSSI són el pilar bàsic en què se centra la legislació de conservació de la naturalesa a la Gran Bretanya, essent la major part de les altres lleis de conservació natural o geològica basades en els mateixos SSSI, com ara les National Nature Reserve, la Ramsar Convention, les Special Protection Area o les Special Area of Conservation. L'acrònim "SSSI" sovint es pronuncia "triple-S I".

## Selecció d'SSSI i conservació
Els indrets que són considerats com a SSSI pel seu interès biològic són coneguts com a Biological SSSIs (SSSI biològics en català), i aquells que ho són per les seves condicions geològiques o geogràfic-físics es coneixen com a Geological SSSIs (SSSI geològics en català). Els SSSI poden ser dividits en unitats de gestió, tot i que alguns d'ells poden coincidir en les dues categories (biològica i geològica).

### SSSI biològics
Els SSSI biològics poden ser-ho per diverses raons, segons la publicació SSSI Selection Guidelines.
A cada àrea, els exemples més representatius de cada hàbitat natural han de ser notificats, i pels hàbitats rars tots els exemples poden ser inclosos.
Hi ha indrets que són escollits per la seva varietat taxonòmica (com per exemple ocells, anisòpters, papallones, rèptils, amfibis, etc.)— cada un d'aquests grups té el seu propi llistat d'àrees seleccionades.
La conservació dels SSSI biològics, en general, implica la continuació dels processos naturals i artificials que han facilitat el desenvolupament i supervivència d'aquestes espècies, com per exemple continuar amb el pasturatge tradicional o la conservació de la landa i d'altres ecosistemes propis.
A Anglaterra, el cos que designa els SSSI és el Natural England, que selecciona els SSSI en funció de característiques paisatgístiques o ecològiques, o segons les bases imposades per cada comtat. A Escòcia, l'autoritat que els designa és l'Scottish Natural Heritage; el rol a Gal·les el dur a terme el Cyfoeth Naturiol Cymru (anteriorment conegut com a Countryside Council for Wales).

### SSSI geològics
Els SSSI geològics són seleccionats per diferents mecanismes que els SSSI biològics, ja que es realitza un sistema minimalista d'un indret per cada característica geològica de la Gran Bretanya. Els acadèmics geòlegs han revisat la literatura geològica, seleccionant indrets d'importància en la història de la Gran Bretanya per cada una de les característiques més rellevants de cada tema geològic (o bloc). Cada un d'aquests espais és descrit i, la majoria d'ells, publicat a la publicació Geological Conservation Review, convertint-se així en un indret GCR. La majoria dels indrets GCR són notificats com a SSSI geològics, excepte aquells que coincideixen amb una unitat de gestió SSSI biològica. Un indret GCR acostuma a contenir característiques de diversos blocs geològics, com per exemple estrats amb fòssils de vertebrats, insectes i plantes, motiu pel qual també té una importància per l'estratigrafia.
Hi ha dues tipologies diferents de SSSI geològics, tenint diferents prioritats de conservació:

#### Indrets exposats
Aquests espais són aquelles que per motiu de la creació de pedreres, construccions de carreteres o ferrocarrils, penya-segats o afloraments rocosos, donen informació de diverses característiques geològiques i poden observar-se a l'aire lliure. Si l'exposició es perd, la característica podria ser recol·locada en un altre lloc. La conservació d'aquests indrets, moltes vegades, consisteix en el manteniment de l'accés per a estudis futurs.

#### Indrets de dipòsit
Aquests són característiques que es troben en indrets de difícil accés o físicament delicats, com ara acumulació de sediments, coves, o d'altres accidents geogràfics. Si una d'aquestes característiques pateix algun dany, no pot ser recreat, i la conservació normalment consisteix a protegir la característica de l'erosió o d'altres problemes relacionats.

## Notificació

### Nous SSSI
El procés per designar un nou Espai d'Especial Interès Científic s'anomena notificació; aquesta acció va seguida d'una consulta amb els propietaris i els ocupants de l'indret, i la notificació és, posteriorment, confirmada o retirada (en la seva totalitat o només en part). La primera notificació es va produir el 1949.

### Renotificació
En el moment en què es va aprovar l'Acta de la Vida Silvestre i del Camp (Wildlife and Countryside Act) el 1981, molts SSSI ja existien, havent estat notificats en les dècades prèvies i sota l'Acta dels Parcs Nacionals i l'Accés al Camp (National Parks and Access to the Countryside Act) del 1949. Cada una d'aquestes va ser considerada en el seu moment i, o bé no reconegudes, o renotificades —d'aquesta manera s'assimilaven a la legislació de la nova llei, en general amb petits canvis en els límits. Aquest procés, per la seva complexitat, va durar al voltant de deu anys, ja que hi havia al voltant d'uns 1.000 SSSI.